# آبچلیک نوک‌قاشقی
آبچلیک نوک‌قاشقی (نام علمی: Calidris pygmaea) پرنده ساحلی کوچکی است که در شمال شرقی روسیه و زمستان‌ها در جنوب شرق آسیا زادآوری می‌کند. این گونه به شدت در معرض تهدید است و گفته می‌شود که از دهه ۱۹۷۰ جمعیت زادآور آن به میزان قابل توجهی کاهش یافته‌است. تا سال ۲۰۰۰، جمعیت تخمینی زادآوری این گونه ۳۵۰ تا ۵۰۰ فرد بود.

## آرایه‌شناسی
Platalea pygmea نام علمی بود که توسط کارل لینه در سال ۱۷۵۸ پیشنهاد شد. در سال ۱۸۲۱ نام گونه توسط اسون نیلسون به Eurynorhynchus تغییر کرد. این گونه در حال حاضر در تلیله طبقه‌بندی می‌شود.

## ویژگی‌ها
بارزترین ویژگی این گونه نوک قاشق‌مانند آن است. طول پرنده بالغ ۱۴ تا ۱۶ سانتی‌متر است و سر، گردن و سینه آن قرمز مایل به قهوه‌ای با رگه‌های قهوه‌ای تیره است. این پرنده دارای روتنه مایل به سیاه و خاکستری است. موارد بالغ غیرزادآور بدون رنگ مایل به قرمز هستند، اما دارای روتنه قهوه‌ای مایل به خاکستری کم‌رنگ با حاشیه‌های سفید تا پوشپرهای بال هستند. زیرتنه آن سفید و پاها سیاه است. اندازه‌گیری‌های بدن پرنده عبارتند از: طول بال ۹۸–۱۰۶ میلی‌متر، طول نوک ۱۹–۲۴ میلی‌متر، پهنای سر نوک ۱۰–۱۲ میلی‌متر و طول دم ۳۷–۳۹ میلی‌متر.

## پراکندگی و زیستگاه
زیستگاه زادآوری آبچلیک نوک‌قاشقی سواحل دریایی و مناطق حاشیۀ آن در شبه‌جزیره چوکچی و از سمت جنوب در امتداد شبه‌جزیره کامچاتکا است و از طریق ژاپن، کره شمالی کره جنوبی و چین به ساحل اقیانوس آرام مهاجرت می‌کند و از مناطق اصلی ژاپن، کره جنوبی و چین به مناطق اصلی زمستان‌گذرانی آن در جنوب می‌رود. در جنوب شرق آسیا، در هند، بنگلادش، سری‌لانکا، برمه، تایلند، ویتنام، درفیلیپین، شبه جزیره مالزی و سنگاپور ثبت شده است.

## تغذیه
شیوه تغذیه آن شامل یک حرکت پهلو به پهلو جانبی است که پرنده با سر افتاده به جلو گام بر می‌دارد. این گونه در ماه ژوئن تا ژوئیه در مناطق ساحلی در توندرا آشیانه می‌سازد و مکان‌هایی را با چمن نزدیک به برکه‌ها و دریاچه‌های آب شیرین انتخاب می‌کند. آبچلیک نوک‌قاشقی از خزه در توندراها و همچنین گونه‌های جانوری کوچک‌تر مانند پشه، مگس، سوسک و عنکبوت تغذیه می‌کنند. آن‌ها در زمان‌های خاص، از مهره‌داران دریایی مانند میگو و کرم نیز تغذیه می‌نمایند.

## حفاظت
این پرنده شدیداً در معرض خطر انقراض است و جمعیت کنونی آن کمتر از ۲۵۰۰ فرد و احتمالاً کمتر از ۱۰۰۰ فرد بالغ می‌باشد. مطالعه‌ای در سال ۲۰۱۰ نشان می‌دهد که شکار در برمه توسط شکارچیان سنتی پرنده یکی از دلایل اصلی این کاهش است. تحقیقات اخیر که قبلاً توسط اتحادیه بین‌المللی حفاظت از طبیعت به عنوان گونه‌های در حال انقراض طبقه‌بندی می‌شد، نشان می‌دهد که تعداد آنها با سرعت بیشتری در حال کاهش است و در آستانه انقراض هستند. در نتیجه، این پرنده در سال ۲۰۰۸ به ردۀ در بحران انقراض طبقه‌بندی شد. جمعیت این پرنده در سال‌های ۲۰۰۹–۲۰۱۰ تنها ۱۲۰ تا ۲۰۰ جفت تخمین زده شده‌است که شاید نشان‌دهندۀ کاهش ۸۸ درصدی از سال ۲۰۰۲ می‌باشد که معادل نرخ کاهش سالانه ۲۶ درصد آن است. محل استقرار و شکار در مناطق مهم زمستانی در برمه به عنوان یک تهدید جدی نمایان شده‌است. این گونه ممکن است طی ۱۰ تا ۲۰ سال آینده منقرض شود.